# Stanko
Stanko je moško osebno ime. (tudi priimek Stanko)

## Izvor imena
Ime Stanko je različica moškega osebnega imena Stanislav.

## Pogostost imena
Po podatkih Statističnega urada Republike Slovenije je bilo na dan 31. decembra 2007 v Sloveniji število moških oseb z imenom Stanko: 3.979. Med vsemi moškimi imeni pa je ime Stanko po pogostosti uporabe uvrščeno na 63. mesto.

## Osebni praznik
V koledarju je ime zapisano skupaj z imenom Stanislav; god praznuje: 11. aprila (Stanislav, škof in mučenec, † 11.apr. 1079) ali 13. novembra (Stanislav [Kostka], redovnik, † 13. nov. 1568).

## Znane osebe
- Stanko Bloudek, slovenski letalski konstruktor, športnik, načrtovalec športnih objektov
- Stanko Lorger, vrhunski slovenski atlet